# Wereldkampioenschappen synchroonzwemmen 1982
De wereldkampioenschappen synchroonzwemmen 1982 werden van 29 juli tot en met 4 augustus 1982 gehouden in Guayaquil, Ecuador. Het toernooi was onderdeel van de wereldkampioenschappen zwemsporten 1982.

## Programma
| V | Voorronde | Goud | Finale |

| Onderdeel      | Juli           | Juli           | Juli           | Augustus       | Augustus       | Augustus       | Augustus       |
| Onderdeel      | 29             | 30             | 31             | 1              | 2              | 3              | 4              |
| Solo (vrouwen) | Solo (vrouwen) | Solo (vrouwen) | Solo (vrouwen) | Solo (vrouwen) | Solo (vrouwen) | Solo (vrouwen) | Solo (vrouwen) |
| -------------- | -------------- | -------------- | -------------- | -------------- | -------------- | -------------- | -------------- |
| Solo           | V              | Goud           |                |                |                |                |                |
| Duet           |                |                |                |                |                |                |                |
| Duet           | V              |                | Goud           |                |                |                |                |
| Team           |                |                |                |                |                |                |                |
| Team           | V              |                |                |                |                |                | Goud           |
| Totaal         |                | 1              | 2              | 2              | 1              | 2              | 1              |

## Medailles
| Onderdeel | Goud | Goud     | Zilver | Zilver   | Brons | Brons    |
| Vrouwen   | Vrouwen | Vrouwen  | Vrouwen | Vrouwen  | Vrouwen | Vrouwen  |
| --------- | --- | -------- | --- | -------- | --- | -------- |
| Solo      | Tracie Ruiz Verenigde Staten | 192,300  | Kelly Kryczka Canada | 188,983  | Miwako Motoyoshi Japan                                                                                              | 181,600  |
| Duet      | Sharon Hambrook Kelly Kryczka Canada | 190,541  | Candy Costie Tracie Ruiz Verenigde Staten                                                                                   | 188,650  | Ikuko Abe Masako Fujiwara Japan                                                                                     | 181,900  |
| Team      | Canada Janet Arnold Wendy Barber Erin Barr Sharon Hambrook Kelly Kryczka Chantal Laviolette Renee Paradis Penny Vilagos Vicky Vilagos Carolyn Waldo | 188,2584 | Verenigde Staten Tara Cameron Candy Costie Sarah Josephson Tracie Ruiz Holly Spencer Mary Visniski Robin Waller Marie White | 186,8334 | Japan Ikuko Abe Kazuno Fujiwara Masako Fujiwara Tomoko Ishi Chikako Ishi Saeko Kimura Miwako Motoyoshi Takiyo Sasao | 182,0500 |

### Medaillespiegel
| Plaats | Land             | Goud | Zilver | Brons | Totaal |
| 1      | Canada           | 2    | 1      | 0     | 3      |
| 2      | Verenigde Staten | 1    | 2      | 0     | 3      |
| 3      | Japan            | 0    | 0      | 3     | 3      |
| Totaal | Totaal           | 3    | 3      | 3     | 9      |